# Jutro bedzie lepiej
Jutro bedzie lepiej (en inglés, Tomorrow Will Be Better, trad. "mañana será mejor") es una película de la directora polaca Dorota Kedzierzawska, que se estrenó en 2010. 

## Contenido
Cuenta la crónica de tres niños rusos que viven en una estación de tren. Un día montan de polizones en uno de los trenes en busca de un mañana mejor. Buscan escapar a través de la frontera verde hacia Polonia. Piensan que ahí les espera una vida mejor: hogar, escuela y gente amable.
Los personajes principales están encarnados por jóvenes sin experiencia previa en la actuación, pero elegidos tras un cuidadoso casting, y que dirigidos por Kedzierzawska con gran tiento, logran unas escenas dotadas de un naturalismo y espontaneidad difíciles de encontrar en otros filmes:

«Logramos encontrar al niño mayor, Akhmed, entre los muchos niños que viven en los campos de refugiados polacos. Es un checheno, con un poco de tartamudeo, como Liapa, el chico al que interpretó. Los dos jóvenes son hermanos tanto dentro como fuera de la pantalla. Los encontramos, en Dnipropetrovsk (Ucrania) después de una larga búsqueda.»

## Trasfondo
Al igual que otras películas de la autora, se inspira en un hecho real que la directora reelabora para dotar de un lirismo realista y trasmitir un mensaje:

«Esta historia realmente sucedió. Lo supe todo por casualidad, a través de un amigo [...]. No sé si los chicos eran dos o tres. No sé si eran hermanos. No sé si huyeron por primera vez o lo habían intentado más veces. No sé qué les pasó en el camino. Solo sé que querían cambiar algo en sus vidas ... Sé que muchos de nosotros esperamos que en algún lugar haya una realidad mejor o más hermosa.»

## Críticas
El crítico de Gazeta Wyborcza, Paweł T. Felis, resalta que Kędzierzawska "es un genio observando a los niños, construyendo la película sobre detalles brillantes y evanescentes que componen el microcosmos del niño", mientras que Leslie Felperin de Variety señala que "aunque definitivamente hay partes buenas y escenas destacadas (...), Tomorrow  divaga un tanto sin rumbo, como sus protagonistas, (...) y se siente un poco monótona, incluso un poco cariñosa, especialmente dada su resignada y demasiado fácil conclusión, impregnada de indomable espíritu de inocencia".

## Premios
La película fue galardonada en el Festival de Berlín de 2011.